# Jaume Almirall i Sardà
Jaume Almirall i Sardà (n. 1959, Sant Sadurní d'Anoia⁠(d), Catalonia, Spania) este un elenist și neoelenist catalan, profesor și doctor în filologie clasică al Universității din Barcelona.
El este membru și, în prezent, vicepreședinte al Societății Catalane de Studii Clasice din cadrul Institutului de Studii Catalane. În calitate de colaborator al Fundației Bernat Metge, a tradus pentru colecția operelor clasice grecești și latine operele lui Aratos (Fenòmens), Antoninus Liberalis (Recull de metamorfosis) și Euripide (Medea și Els fills d'Hèracles), urmând să publice cele două tragedii ale acestui ultim autor. Activitatea sa de elenist s-a evidențiat prin participări constante la congrese și publicări în reviste de specialitate, prin elaborarea unei versiuni a lucrării Història de Lluci, l’home que es va convertir en ruc de Lucian din Samosata și prin redactarea Dicționarului greco-catalan (2015), coeditat de Enciclopèdia Catalana și Fundació Cambó.
Almirall este interesat nu numai de greaca veche, ci și de greaca modernă, fiind membru fondator și în prezent președinte al Asociației Catalane a Neoeleniștilor. A revizuit traducerea romanului Alexis Zorbàs de Nikos Kazantzakis, realizată de Jaime Berenguer Amenós, pentru noua sa ediție (1995) și este traducătorul povestirii „Cine era ucigașul fratelui meu?", de Geòrgios Viziïnós, în volumul Povestiri (2006). A publicat o selecție de poezii de Nikos Kavadias în revista Reduccions (2008) și a participat la elaborarea în 2010 a unei scurte antologii a poemelor lui Kavadias (în colaborare cu Joan-Carles Blanco Pérez, Jesús Cabezas Tanco, Joan F. Calabuig Calvo și Rubén Montañés Gómez), rezultatul unui ciclu monografic dedicat acestui autor de Associació Catalana de Neohel·lenistes. A mai realizat traduceri ale povestirilor lui Kavadias: Li i altres relats (2013).